# Washington Area Music Association
Washington Area Music Association (WAMA) est une association à but non lucratif (innombrables actions bénévoles et concerts caritatifs) fondée en 1984 par John Simson, Michael Jaworek, Mike Schreibman, Tom Carrico, et Charles Stephenson.
Elle réunit de nombreuses grandes stars internationales de la chanson, du blues et du jazz, de la région de Washington, et depuis 1988 délivre les Washington Area Music Awards, appelés « wammies » (mot-valise pour « Washington Grammies »), trophées décernés dans 57 catégories. Parmi les artistes récompensés figurent en particulier Emmylou Harris, Chuck Brown, et Mary Chapin Carpenter.